# Do-Dodonpa
Do-Dodonpa (ド･ドドンパ), oorspronkelijk bekend als Dodonpa (ドドンパ), was een lanceerachtbaan in het Japanse attractiepark Fuji-Q Highland nabij de stad Fujiyoshida in de prefectuur Yamanashi.

## Algemene informatie
Do-Dodonpa werd gebouwd door S&S Power en opende in 2001. De achtbaan maakte gebruik van een pneumatische lancering om de achtbaantrein in 1,8 seconden te versnellen naar 172 km/u wat gelijkstaat aan een voorwaartse versnelling van 2,7 g. In de winter van 2016-2017 werd de baan geretrackt. Hierbij werd de "top hat" verwijderd en vervangen door een looping. De snelheid werd verhoogd naar 180 km/u en de acceleratie werd versneld naar 1,56 seconden. Ook de naam werd veranderd van Dodonpa naar Do-Dodonpa.
In 2021 werd de attractie gesloten na klachten over botbreuken in nek, rug en benen.
Op 13 maart 2024 kondigde het park officieel aan dat Do-Dodonpa permanent zal sluiten en wordt afgebroken.

## Record
Bij de opening van Do-Dodonpa was het de snelste achtbaan ter wereld. Toen in mei 2003 Top Thrill Dragster opende verloor Do-Donpa het snelheidsrecord. Do-Dodonpa was qua versnelling nog wel de snelste achtbaan ter wereld met een versnelling van 26,5 m/s². Na de renovatie werd deze versnelling nog hoger: met een lancering van 32,1 m/s².